# Josef Veselka
Josef Veselka (7. března 1910 Nové Město na Moravě – 22. října 1992 Praha) byl český sbormistr.

## Životopis
Na Masarykově univerzitě v Brně studoval filosofii, filologii (1929–1935) a navštěvoval přednášky Vladimíra Helferta a Václava Kaprála. Vstoupil tehdy do brněnského mužského sboru OPUS a ve sbormistrovském kursu získal první zkušenosti v oboru sborového řízení.
V roce 1931 založil a vedl Akademické pěvecké sdružení Moravan (tehdy jako Pěvecké sdružení katolických akademiků Moravan, v jehož čele stál v letech 1931–1992). Vzestup sboru i jeho dirigenta byl násilně přerván v roce 1939, kdy po uzavření českých vysokých škol musel sbor Moravan zastavit činnost. Za druhé světové války krátce řídil Brněnské pěvecké sdružení Foerster a poté Sbor pro pěstování barokní hudby.
V letech 1959–1981 byl hlavním sbormistrem Pražského filharmonického sboru. Vyučoval na gymnáziu v Ivančicích, na JAMU a AMU (řízení sboru). Od roku 1977 vedl sbor Accademia Nazionale di Santa Cecilia.

## Pedagogická činnost
Od roku 1952 působil na brněnské konzervatoři jako profesor intonace a sborového zpěvu. V roce 1958 prošel habilitačním řízením na JAMU, kde byl roku 1965 jmenován profesorem oboru sborového řízení.